# Eriçó comú
|  | Per a altres significats, vegeu «eriçó (desambiguació)». |

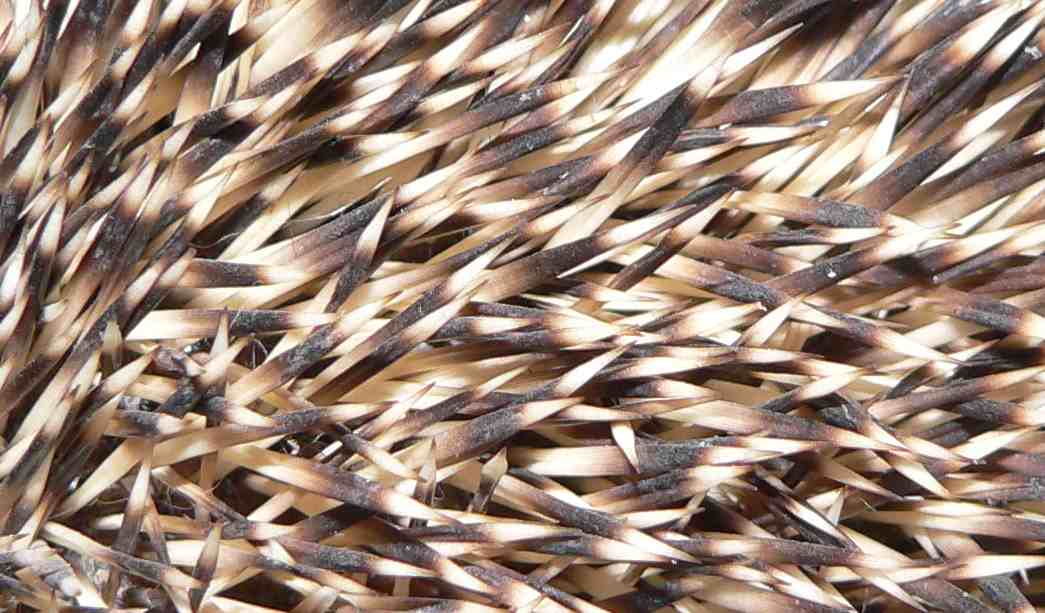
Espines de l'eriçó comú

L'eriçó comú, eriçó fosc o eriçó europeu (Erinaceus europaeus) és un mamífer insectívor que té tot el cos, a excepció del ventre, recobert de pues.

## Descripció
El seu aspecte és aplanat, massís, arrodonit i pesant. Pesa al voltant de 400 - 1200 g i fa una llargada total d'entre 23 i 30 cm. La cua fa de 2 a 4 cm. Sembla no tenir coll i els seus ulls són sortits, molt foscos i petits i les orelles, arrodonides i curtes, no arriben a tenir la distància que té entre l'ull i el musell que és puntegut i queden parcialment amagades pel pèl.
Les espines o pues que tenen 1 mm de gruix i una llargada de 2 a 2,5 cm, són de color clar amb un parell de bandes més fosques, una a la base i l'altra gairebé a la punta, cosa que confereix a l'animal una coloració general marronosa, més o menys fosca segons les poblacions.
Les seves potes són curtes i tenen cinc dits acabats en ungles fortes. La cua també és curta.
Una línia fosca contínua separa el front de les pues del cap i una taca facial també fosca s'estén de la punta del musell als ulls.
La seva dentadura té un total de 36 peces, a la mandíbula superior 6 incisives, 2 ullals, 6 premolars i 6 queixals i en la inferior les mateixes peces, exceptuant-ne les incisives que tan sols són 4.
Els mascles són més grossos que les femelles i tenen el ventre d'un color que varia entre el bru i el marró groguenc, mentre que el de les femelles és de color cendra.

## Hàbitat
Boscos, tant perennifolis com caducifolis, vores de bosc i llocs humanitzats, com ara camps de conreu, jardins i parcs. També pedreguers i, en general, llocs no gaire freds i humits. Sovint se'l troba a prop dels pobles i a l'hivern pot fer servir construccions humanes per a protegir-se del fred.
El seu territori abasta entre 5,5 i 100 hectàrees, depenent de l'abundància d'aliment que hi trobi.

## Reproducció
Generalment, té dos períodes de zel, el primer entre maig i juny i el segon entre agost i setembre. En aquesta fase del cicle reproductiu té lloc la parada nupcial, que s'assembla a una baralla entre mascles que segueixen a la femella amb el musell enganxat a la seva cua. El festeig dura entre trenta i 180 minuts.
La gestació dura de 30 a 45 dies, passats els quals té lloc el part (2 cada any) en el qual neixen de dues a deu cries que neixen amb els ulls tancats, nues i d'un color rosat. En néixer amiden de 6 a 9 cm i pesen entre 11 i 25 grams. Al cap de tres dies ja els han sortit unes espines de color blanc i al cap de dues setmanes obren els ulls, moment en el qual ja solen pesar uns 70 grams. Al cap de 20 dies de vida deixen de mamar i a partir del mes de vida ja acompanyen la mare en les seves sortides. A partir de les cinc o sis setmanes ja s'independitzen. La maduresa sexual l'assoleixen aproximadament al cap de 10 mesos.

## Alimentació
Caça i menja insectes i les seves larves, miriàpodes, caragols, llimacs, cucs de terra i fins i tot s'atreveix amb granotes, ratolins, sargantanes, colobres i escurçons. Aquesta dieta es complementa amb ous i pollets d'ocells que nien a terra, glans, baies i altres fruits.

## Costums
És un animal solitari, però en alguna ocasió s'ha vist el mascle i la femella compartint el niu durant un temps curt.
Surt al crepuscle i a la nit i, per tant, pot ser vist des dels capvespres fins a les albades, si bé en dies humits pot estar actiu ocasionalment durant el dia.
Durant el dia es queda arrecerat en caus fets de fullaraca, pèls, herbes, etc. que construeix a la base de matolls espessos. Disposa de diversos nius distribuïts dins el seu territori i canvia sovint de cau.
Té un olfacte molt desenvolupat, camina molt i neda molt bé.
La seva defensa és entortolligar-se com una bola per a presentar les seves pues per totes bandes.
Viuen entre 7 i 10 anys i presenten una mortalitat del 70 % en el primer any de vida
Els mascles són agressius i possiblement territorials.
Des de l'octubre fins a l'abril, depenent del clima (normalment quan la temperatura baixa dels 10 °C), tenen un període d'hibernació. Els mascles entren en aquest període abans que les femelles i els últims a hivernar-se són els exemplars joves.

## Depredadors
El seu principal enemic és l'home, tant a causa dels atropellaments (és freqüent trobar un eriçó esclafat al mig de la carretera, ja que quan l'animal sent un vehicle, en lloc de marxar corrent, posa en pràctica el seu peculiar sistema de defensa i es caragola quedant-se quiet al mig de la carretera), com emmetzinat per la creença que és perjudicial per a la caça. També és freqüent que mori emmetzinat per l'ús de pesticides.
A banda de l'home, pot ser mort per gossos, guineus, teixons, àguiles i ducs.

## Rastre
Les seves empremtes mostren els cinc dits i les ungles, generalment llargues tot i que el polze no sol marcar-se. Tant les del davant com les dels darrere amiden uns 2,5 cm. El seu pas sol ser sempre caminant i excepcionalment al trot.
Els seus excrements són similars als del gat, però en els dels eriçons s'hi poden apreciar restes d'insectes com ara potes, ales, antenes, trossos de closca de caragol, etc.

## Espècies semblants
L'eriçó clar presenta una «clenxa» amb en forma de ve baixa que separa les espines del front i no té taques fosques al front ni a la cara.

## Galeria

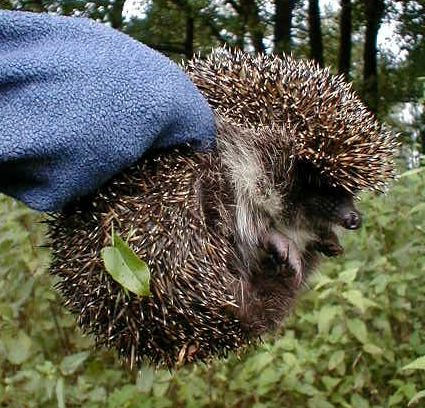
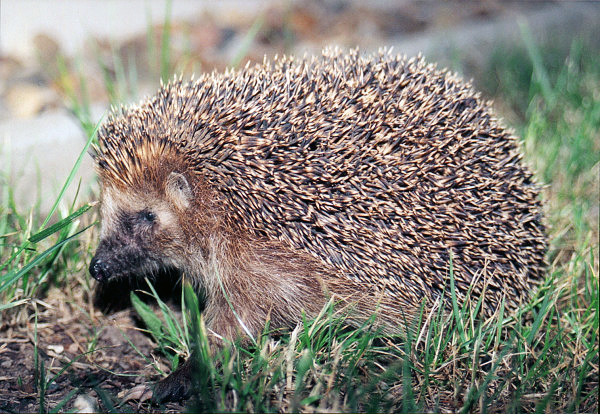
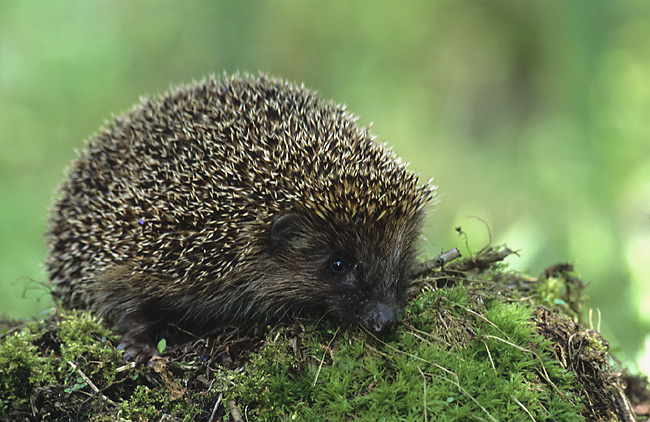
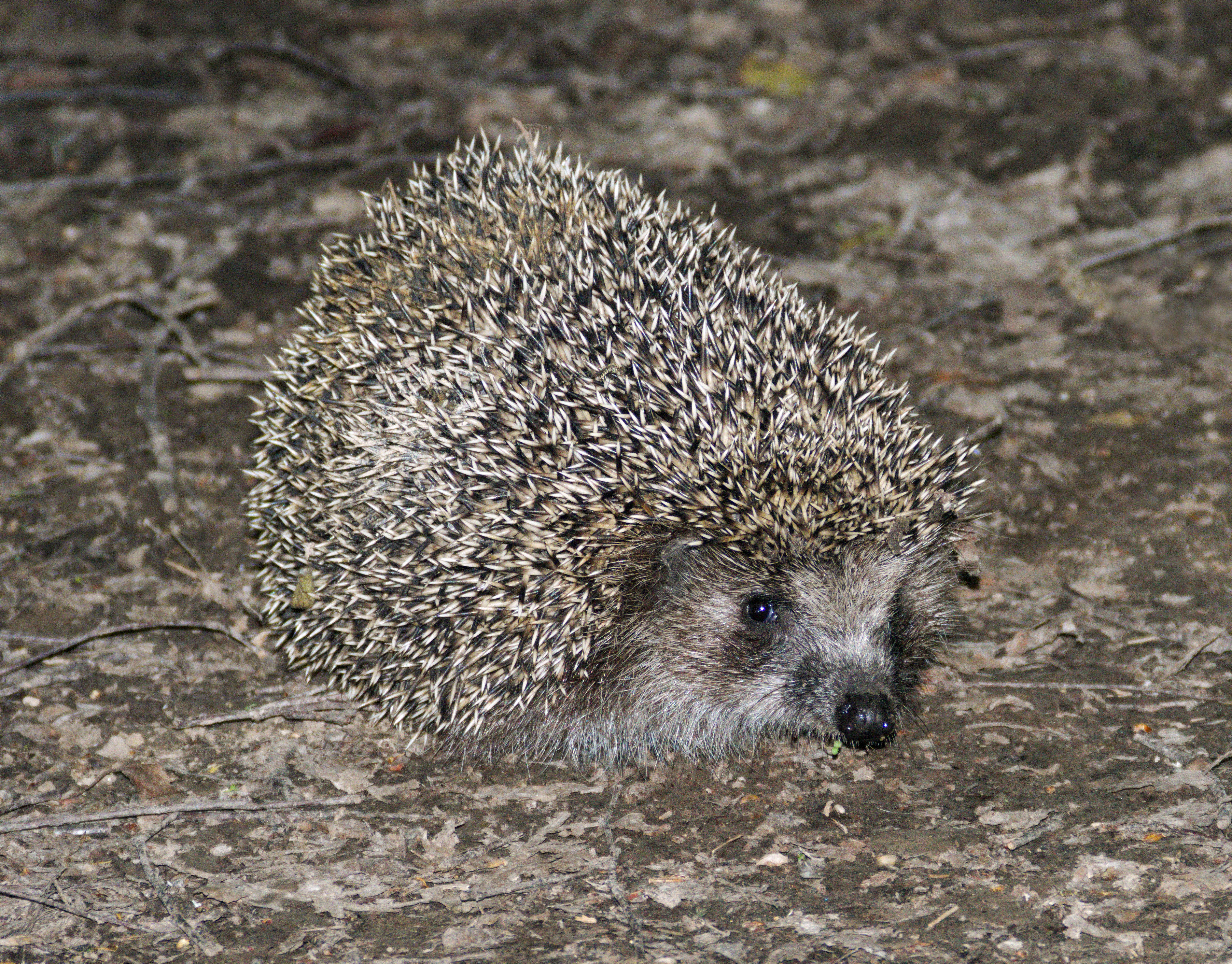